# 第214師団 (日本軍)
第214師団（だいにひゃくじゅうよんしだん）は、大日本帝国陸軍の師団の一つ。
太平洋戦争の末期、1945年（昭和20年）1月20日に帝国陸海軍作戦計画大綱が策定された結果、本土決戦に備えるべく急造が決定した54個師団の一つであり、1945年の第二次兵備として、4月2日に編成が命じられた8個の機動打撃師団の一つである。

## 沿革
第214師団は、1945年（昭和20年）4月2日に栃木県宇都宮で編成、第36軍戦闘序列に編入、連合国軍の関東上陸作戦に備えていたが、連合国軍の関東上陸は無く当地で終戦を迎えた。

## 師団概要

### 歴代師団長
- 山本募 中将：1945年（昭和20年）4月30日 - 終戦

### 参謀
- 高井新三 中佐：1945年（昭和20年）4月23日 - 終戦[1]

### 最終所属部隊
- 歩兵第519連隊（宇都宮）：石井星一郎中佐
- 歩兵第520連隊（水戸）：河西敬次郎中佐
- 歩兵第521連隊（高崎）：鳥海宗雄中佐
- 野砲兵第214連隊：内野貞利少佐
- 迫撃第214連隊：桑田謹彰大佐
- 第214師団速射砲隊：安楽辰夫大尉
- 第214師団機関砲隊：坪井正庫大尉
- 第214師団工兵隊：岡本隆邦少佐
- 第214師団輜重隊：臼田実雄少佐
- 第214師団通信隊：海老沢英夫大尉
- 第214師団兵器勤務隊
- 第214師団第4野戦病院